# Odobești (Bacău)
Pour les articles homonymes, voir Odobești.
Odobești est une commune roumaine située dans le județ de Bacău.